# Витовский, Станислав
Станислав Витовский — войский парчевский, хорунжий ленчицкий (1632), староста крешувский (1634—1663), новытаргский (1655—1666), бжезинский и зволеньский, подкоморий ленчицкий (1641—1649), староста ковальский (1641—1649), каштелян сандомирский (1642—1669), депутат сейма (1652), староста кнышинский (1648). Владелец имений Регув, Высоке-Коло и Едлиньск.

## Биография
Представитель польского шляхетского рода Витовских герба «Ястржембец». Сын каштеляна бжезинского Станислава Витовского (ум. 1641), и Эльжбеты Зебжидовской, дочери каштеляна сремского Анджея Зебжидовского. Станислав Витовский занимал должности великорадца краковского (ок. 1616—1624), старосты новытаргского. Ему принадлежали имения Витув, Дзяниш, Грон, Обидова, Бялка, Буковина, Бжеги, Поронин, Зуб и Ястржембец.
В 1648 году Станислав Витовский, избранный депутатом от Сандомирского воеводства на сейм, подписал элекцию Яна II Казимира Вазы. В 1655—1666 годах он занимал должность старосты Новы-Тарга. В 1655 году он стал членом Тышовецкой конфедерации, созданной польскими магнатами и шляхтой для борьбы против шведских захватчиков.
Как один из немногих старост Новы-Тарга, Станислав Витовский получил от польского короля в 1660 году право на поиск и добычу руды в районе староства Новы-Тарг (Татры). В 1666 году Ян Казимир Ваза пожаловал должность старосты Новы-Тарга Яну Велёпольскому. Во время Шведского потопа Станислав Витовский командовал кавалерийским полком (ок. 500—600 всадников) в дивизии Стефана Чарнецкого. В 1656 году он участвовал в битве со шведами под Варкой.
В 1669 году Станислав Витовский был избран от Сандомирского воеводства на сейм, где поддержал избрание на польский престол Михаила Корибута-Вишневецкого.
Основатель костёла в Высоке-Коло, костёла апостолов Петра и Анджея в Едлиньске, костёла бернардинцев в Кракове.
Станислав Витовский был дважды женат. Его первой женой была Иоанна Элеонора Фирлей, владелица имения Комборня. После её смерти он вторично женился на Эльжбете Боболи, дочери Альберта Боболи.